# Tadeja Majerič
Tadeja Majerič (* 31. August 1990 in Maribor) ist eine ehemalige slowenische Tennisspielerin.

## Karriere
Majerič, die laut ITF-Profil Hartplätze bevorzugt, spielte überwiegend auf Turnieren des ITF Women’s Circuit, bei denen sie neun Einzel- und sechs Doppeltitel gewann.
2014 kam sie bei den Australian Open erstmals über die Qualifikationsrunde eines Grand-Slam-Turniers hinaus; im Hauptfeld verlor sie allerdings gleich ihr Erstrundenmatch gegen Ajla Tomljanović aus Kroatien. Ihren größten Erfolg auf der WTA Tour erzielte sie 2013 beim Baku Cup mit dem Einzug ins Viertelfinale.
Im April 2007 trat Majerič in Plowdiw gegen Bulgarien erstmals für Slowenien im Fed Cup an. Zum 4:1-Sieg ihres Teams über Japan im Jahr 2010 konnte sie mit ihrem Doppelerfolg einen Punkt beisteuern. Ihre Fed-Cup-Bilanz weist mittlerweile sechs Siege und zwei Niederlagen aus.
Ihre letzte komplette Profisaison spielte Majerič 2016 sowie noch vereinzelte Turniere 2017 und 2018. Sie wird seit Oktober 2018 nicht mehr in den Weltranglisten geführt.

## Turniersiege

### Einzel
| Nr. | Datum             | Turnier       | Kategorie   | Belag             | Finalgegnerin      | Ergebnis      |
| --- | ----------------- | ------------- | ----------- | ----------------- | ------------------ | ------------- |
| 1.  | 2. September 2007 | Palic         | ITF $10.000 | Sand              | Biljana Pawlowa    | 6:2, 6:2      |
| 2.  | 16. Mai 2009      | Tanjung Selor | ITF $25.000 | Hartplatz (Halle) | Nudnida Luangnam   | 6:3, 7:5      |
| 3.  | 22. Januar 2011   | Muzaffarnagar | ITF $25.000 | Rasen             | Zheng Saisai       | 6:2, 5:7, 6:2 |
| 4.  | 29. Dezember 2012 | Pune          | ITF $25.000 | Hartplatz         | Başak Eraydın      | 6:2, 6:4      |
| 5.  | 13. Januar 2013   | Innisbrook    | ITF $25.000 | Sand              | Ajla Tomljanović   | 6:2, 6:3      |
| 6.  | 4. Mai 2013       | Caracas       | ITF $25.000 | Hartplatz         | Adriana Pérez      | 1:6, 6:3, 7:5 |
| 7.  | 19. Oktober 2013  | Lagos         | ITF $25.000 | Hartplatz         | Dalila Jakupović   | 7:5, 7:5      |
| 8.  | 16. Januar 2016   | Aurangabad    | ITF $25.000 | Sand              | Walerija Strachowa | 6:4, 6:3      |
| 9.  | 16. Oktober 2016  | Lagos         | ITF $25.000 | Hartplatz         | Conny Perrin       | 3:6, 6:1, 6:1 |

### Doppel
| Nr. | Datum              | Turnier     | Kategorie   | Belag     | Partnerin              | Finalgegnerinnen                | Ergebnis         |
| --- | ------------------ | ----------- | ----------- | --------- | ---------------------- | ------------------------------- | ---------------- |
| 1.  | Juni 2010          | Maribor     | ITF $50.000 | Sand      | Andreja Klepač         | Alexandra Panowa Xenija Perwak  | 6:3, 7:66        |
| 2.  | Juli 2011          | Samsun      | ITF $25.000 | Hartplatz | Mihaela Buzărnescu     | Çağla Büyükakçay Pemra Özgen    | 6:1, 6:4         |
| 3.  | Dezember 2012      | Pune        | ITF $25.000 | Hartplatz | Conny Perrin           | Lu Jiaxiang Lu Jiajing          | 3:6, 7:5, [10:6] |
| 4.  | 20. Juni 2015      | Fergana     | ITF $25.000 | Hartplatz | Sharmada Balu          | Vlada Ekshivarova Natasha Palha | 7:5, 6:3         |
| 5   | 19. September 2015 | Monterrey   | ITF $25.000 | Hartplatz | Conny Perrin           | Alexa Guarachi Hsu Chieh-yu     | 7:5, 6:3         |
| 6   | 24. Juni 2016      | Lenzerheide | ITF $25.000 | Sand      | Aleksandrina Najdenowa | Irina Maria Bara Elyne Boeykens | 7:5, 1:6, [10:8] |